# 1. Fußball-Club Köln 01/07 1988-1989
Questa voce raccoglie le informazioni riguardanti il 1. Fußball-Club Köln 01/07 nelle competizioni ufficiali della stagione 1988-1989.

## Stagione
Nella stagione 1988-1989 il Colonia, allenato da Christoph Daum, concluse il campionato di Bundesliga al 2º posto. In Coppa di Germania il Colonia fu eliminato al secondo turno dal Waldhof Mannheim. In Coppa UEFA il Colonia fu eliminato agli ottavi di finale dal Real Sociedad.

## Rosa
| N. |                      | Ruolo | Calciatore         |
| -- | -------------------- | ----- | ------------------ |
| 3  | Germania (bandiera)  | D     | Karsten Baumann    |
| 6  | Germania (bandiera)  | C     | Olaf Janßen        |
|    | Germania (bandiera)  | P     | Bodo Illgner       |
|    | Germania (bandiera)  | P     | Rudolf Kargus      |
|    | Germania (bandiera)  | P     | Michael Kraft      |
|    | Germania (bandiera)  | D     | Andreas Gielchen   |
|    | Germania (bandiera)  | D     | Matthias Hönerbach |
|    | Danimarca (bandiera) | D     | Jann Jensen        |
|    | Germania (bandiera)  | D     | Jürgen Kohler      |
|    | Danimarca (bandiera) | D     | Morten Olsen       |
|    | Germania (bandiera)  | D     | Dieter Prestin     |

| N. |                      | Ruolo | Calciatore        |
| -- | -------------------- | ----- | ----------------- |
|    | Germania (bandiera)  | D     | Paul Steiner      |
|    | Germania (bandiera)  | C     | Armin Görtz       |
|    | Germania (bandiera)  | C     | Falko Götz        |
|    | Germania (bandiera)  | C     | Frank Greiner     |
|    | Germania (bandiera)  | C     | Thomas Häßler     |
|    | Germania (bandiera)  | C     | Pierre Littbarski |
|    | Germania (bandiera)  | A     | Thomas Allofs     |
|    | Danimarca (bandiera) | A     | Flemming Povlsen  |
|    | Germania (bandiera)  | A     | Uwe Rahn          |
|    | Germania (bandiera)  | A     | Ralf Sturm        |

## Organigramma societario
Area tecnica
- Allenatore: Christoph Daum
- Allenatore in seconda:
- Preparatore dei portieri: Rolf Herings
- Preparatori atletici:

## Calciomercato

### Sessione estiva
| Acquisti | Acquisti         | Acquisti            | Acquisti |
| R.       | Nome             | da                  | Modalità |
| -------- | ---------------- | ------------------- | -------- |
| A        | Uwe Rahn         | Borussia M'gladbach |          |
| D        | Karsten Baumann  | Oldenburg           |          |
| C        | Falko Götz       | Bayer Leverkusen    |          |
| C        | Frank Greiner    | Norimberga          |          |
| D        | Jann Jensen      | B 1909              |          |
| D        | Andreas Keim     | Homburg             |          |
| C        | Günter Schlipper | RW Oberhausen       |          |
| A        | Ralf Sturm       | Colonia II          |          |

| Cessioni | Cessioni            | Cessioni            | Cessioni |
| R.       | Nome                | a                   | Modalità |
| -------- | ------------------- | ------------------- | -------- |
| A        | Matthias Baranowski | Homburg             |          |
| P        | Uwe Brunn           | Borussia M'gladbach |          |
| C        | Ralf Geilenkirchen  | Anversa             |          |
| C        | Michael Griehsbach  | Rot-Weiss Essen     |          |
| D        | Hans Hohs           | Viktoria Colonia    |          |
| A        | Tony Woodcock       | Fortuna Colonia     |          |

### Sessione invernale
| Acquisti | Acquisti | Acquisti | Acquisti |
| R.       | Nome     | da       | Modalità |
| -------- | -------- | -------- | -------- |

| Cessioni | Cessioni         | Cessioni        | Cessioni |
| R.       | Nome             | a               | Modalità |
| -------- | ---------------- | --------------- | -------- |
| C        | Stefan Engels    | Fortuna Colonia |          |
| C        | Günter Schlipper | Schalke 04      |          |

## Risultati

### Bundesliga

#### Girone di andata
| Arbitro: | Schmidhuber |

|             |           |             |
| Steiner 45’ | Marcatori | 54’ Steffen |

| Arbitro: | Wiesel |

|  |           |                      |
|  | Marcatori | 58’ Sturm 85’ Allofs |

| Arbitro: | Birlenbach |

|                   |           |  |
| Allofs 89’ (rig.) | Marcatori |  |

| Arbitro: | Zimmermann |

|              |           |  |
| Turowski 45’ | Marcatori |  |

| Arbitro: | Harder |

|                                                               |           |           |
| Allofs 18’, 48’ (rig.), 72’ Povlsen 23’ Janßen 59’ Engels 61’ | Marcatori | 28’ Spies |

| Arbitro: | Dellwing |

|                         |           |  |
| Walter 28’ Allgöwer 48’ | Marcatori |  |

| Arbitro: | Föckler |

|            |           |                   |
| Allofs 42’ | Marcatori | 63’, 80’ Bierhoff |

| Arbitro: | Neuner |

|                   |           |             |
| Schupp 86’ (rig.) | Marcatori | 60’ Steiner |

| Arbitro: | Pauly |

|                                           |           |  |
| Häßler 54’ Allofs 87’ Hausmann 90’ (aut.) | Marcatori |  |

| Arbitro: | Scheuerer |

|            |           |  |
| Criens 39’ | Marcatori |  |

| Arbitro: | Werner |

|                     |           |  |
| Allofs 66’ Götz 70’ | Marcatori |  |

| Arbitro: | Schmidhuber |

|  |           |                                               |
|  | Marcatori | 14’, 32’ Allofs 73’ (aut.) Helmer 81’ Povlsen |

| Arbitro: | Fux |

|            |           |  |
| Häßler 68’ | Marcatori |  |

| Arbitro: | Tritschler |

|                          |           |  |
| Wegmann 48’ Pflügler 66’ | Marcatori |  |

| Arbitro: | Diekert |

|                                    |           |            |
| Rahn 31’, 60’, 74’ Allofs 44’, 45’ | Marcatori | 8’ Schüler |

| Arbitro: | Brehm |

|  |           |            |
|  | Marcatori | 24’ Häßler |

| Arbitro: | Osmers |

|            |           |  |
| Häßler 89’ | Marcatori |  |

#### Girone di ritorno
| Arbitro: | Strigel |

|           |           |            |
| Kuntz 78’ | Marcatori | 30’ Allofs |

| Arbitro: | Merk |

|               |           |                   |
| Littbarski 3’ | Marcatori | 90’ (rig.) Wagner |

| Arbitro: | Fux |

|          |           |                                      |
| Kree 29’ | Marcatori | 53’ (aut.) Kree 61’ Allofs 86’ Olsen |

| Arbitro: | Heitmann |

|                                 |           |                   |
| Povlsen 45’ Götz 77’ Allofs 86’ | Marcatori | 60’, 90’ Andersen |

| Karlsruhe 18 marzo 1989, ore 15:30 CET 22ª giornata | Karlsruhe | 0 – 0 referto | Colonia | Wildparkstadion (26 000 spett.)\| Arbitro: \| Theobald \| |
| Arbitro:                                            | Theobald  |               |         |                                                           |

| Arbitro: | Zimmermann |

|                           |           |  |
| Povlsen 49’ Rahn 51’, 67’ | Marcatori |  |

| Arbitro: | Brehm |

|  |           |                       |
|  | Marcatori | 67’ (rig.) Littbarski |

| Arbitro: | Wittke |

|                                 |           |                       |
| Görtz 40’ Littbarski 90’ (rig.) | Marcatori | 62’ Kohr 88’ Labbadia |

| Leverkusen 15 aprile 1989, ore 15:30 CEST 26ª giornata | Bayer Leverkusen | 0 – 0 referto | Colonia | Ulrich-Haberland-Stadion (23 000 spett.)\| Arbitro: \| Neuner \| |
| Arbitro:                                               | Neuner           |               |         |                                                                  |

| Arbitro: | Umbach |

|                                    |           |           |
| Littbarski 32’ Götz 42’ Häßler 45’ | Marcatori | 53’ Bruns |

| Arbitro: | Dellwing |

|               |           |                            |
| Ordenewitz 5’ | Marcatori | 24’ Littbarski 58’ Povlsen |

| Arbitro: | Weber |

|                      |           |  |
| Steiner 67’ Götz 74’ | Marcatori |  |

| Arbitro: | Fux |

|                                 |           |                        |
| Schatzschneider 75’ Willmer 83’ | Marcatori | 67’ Steiner 88’ Allofs |

| Arbitro: | Wiesel |

|            |           |                         |
| Allofs 33’ | Marcatori | 25’, 85’, 89’ Wohlfarth |

| Stoccarda 6 giugno 1989, ore 20:00 CEST 32ª giornata | Kickers Stoccarda | 0 – 0 referto | Colonia | Neckarstadion (8 900 spett.)\| Arbitro: \| Tritschler \| |
| Arbitro:                                             | Tritschler        |               |         |                                                          |

| Arbitro: | Föckler |

|                                          |           |                       |
| Steiner 36’ Rahn 57’ Götz 67’ Janßen 88’ | Marcatori | 5’ Golke 85’ Großkopf |

| Arbitro: | Werner |

|                           |           |          |
| Bührer 18’ Bockenfeld 82’ | Marcatori | 52’ Rahn |

### Coppa di Germania
| Arbitro: | Neumann |

|                                                |           |          |
| Allofs 5’, 20’, 41’, 82’ Janßen 13’ Häßler 76’ | Marcatori | 54’ Kuhl |

| Arbitro: | Mierswa |

|          |           |                             |
| Götz 78’ | Marcatori | 28’ Quaisser 82’ Bockenfeld |

### Coppa UEFA
| Arbitro: | Halle |

|                            |           |                                           |
| van Rooij 34’ Goossens 43’ | Marcatori | 3’ Keim 47’ Allofs 55’ Povlsen 87’ Janßen |

| Arbitro: | Karlsson |

|                          |           |            |
| Littbarski 8’ Allofs 10’ | Marcatori | 4’ Dekenne |

| Arbitro: | Németh |

|                       |           |  |
| Janßen 75’ Allofs 87’ | Marcatori |  |

| Arbitro: | Agnolin |

|              |           |            |
| Drinkell 77’ | Marcatori | 90’ Janßen |

| Arbitro: | Syme |

|            |           |  |
| Loinaz 75’ | Marcatori |  |

| Arbitro: | Lund-Sørensen |

|                    |           |                                   |
| Götz 4’ Engels 29’ | Marcatori | 38’ (rig.) Goikoetxea 90’ Fuentes |

## Statistiche

### Statistiche di squadra
| Competizione      | Punti | In casa | In casa | In casa | In casa | In casa | In casa | In trasferta | In trasferta | In trasferta | In trasferta | In trasferta | In trasferta | Totale | Totale | Totale | Totale | Totale | Totale | DR  |
| Competizione      | Punti | G       | V       | N       | P       | Gf      | Gs      | G            | V            | N            | P            | Gf           | Gs           | G      | V      | N      | P      | Gf     | Gs     | DR  |
| ----------------- | ----- | ------- | ------- | ------- | ------- | ------- | ------- | ------------ | ------------ | ------------ | ------------ | ------------ | ------------ | ------ | ------ | ------ | ------ | ------ | ------ | --- |
| Bundesliga        | 45    | 17      | 12      | 3       | 2       | 40      | 16      | 17           | 6            | 6            | 5            | 18           | 14           | 34     | 18     | 9      | 7      | 58     | 30     | +28 |
| Coppa di Germania | -     | 2       | 1       | 0       | 1       | 7       | 3       | 0            | 0            | 0            | 0            | 0            | 0            | 2      | 1      | 0      | 1      | 7      | 3      | +4  |
| Coppa UEFA        | -     | 3       | 2       | 1       | 0       | 6       | 3       | 3            | 1            | 1            | 1            | 5            | 4            | 6      | 3      | 2      | 1      | 11     | 7      | +4  |
| Totale            | 45    | 22      | 15      | 4       | 3       | 53      | 22      | 20           | 7            | 7            | 6            | 23           | 18           | 42     | 22     | 11     | 9      | 76     | 40     | +36 |

### Andamento in campionato
| Giornata  | 1 | 2 | 3 | 4 | 5 | 6 | 7 | 8 | 9 | 10 | 11 | 12 | 13 | 14 | 15 | 16 | 17 | 18 | 19 | 20 | 21 | 22 | 23 | 24 | 25 | 26 | 27 | 28 | 29 | 30 | 31 | 32 | 33 | 34 |
| --------- | - | - | - | - | - | - | - | - | - | -- | -- | -- | -- | -- | -- | -- | -- | -- | -- | -- | -- | -- | -- | -- | -- | -- | -- | -- | -- | -- | -- | -- | -- | -- |
| Luogo     | C | T | C | T | C | T | C | T | C | T  | C  | T  | C  | T  | C  | T  | C  | T  | C  | T  | C  | T  | C  | T  | C  | T  | C  | T  | C  | T  | C  | T  | C  | T  |
| Risultato | N | V | V | P | V | P | P | N | V | P  | V  | V  | V  | P  | V  | V  | V  | N  | N  | V  | V  | N  | V  | V  | N  | N  | V  | V  | V  | N  | P  | N  | V  | P  |
| Posizione | 8 | 4 | 3 | 5 | 2 | 5 | 7 | 8 | 6 | 10 | 8  | 5  | 4  | 7  | 4  | 3  | 3  | 2  | 3  | 2  | 2  | 2  | 2  | 2  | 2  | 2  | 2  | 2  | 2  | 2  | 2  | 2  | 2  | 2  |

Legenda:

Luogo: C = Casa; T = Trasferta. Risultato: V = Vittoria; N = Pareggio; P = Sconfitta.

### Statistiche dei giocatori
| Giocatore     | Bundesliga | Bundesliga | Bundesliga  | Bundesliga | Coppa di Germania | Coppa di Germania | Coppa di Germania | Coppa di Germania | Coppa UEFA | Coppa UEFA | Coppa UEFA  | Coppa UEFA | Totale   | Totale | Totale      | Totale     |
| Giocatore     | Presenze   | Reti       | Ammonizioni | Espulsioni | Presenze          | Reti              | Ammonizioni       | Espulsioni        | Presenze   | Reti       | Ammonizioni | Espulsioni | Presenze | Reti   | Ammonizioni | Espulsioni |
| ------------- | ---------- | ---------- | ----------- | ---------- | ----------------- | ----------------- | ----------------- | ----------------- | ---------- | ---------- | ----------- | ---------- | -------- | ------ | ----------- | ---------- |
| T. Allofs     | 33         | 17         | 3           | 0          | 2                 | 4                 | 0                 | 0                 | 6          | 3          | 0           | 0          | 41       | 24     | 3           | 0          |
| K. Baumann    | 1          | 0          | 0           | 0          | 0                 | 0                 | 0                 | 0                 | 0          | 0          | 0           | 0          | 1        | 0      | 0           | 0          |
| S. Engels     | 11         | 1          | 3           | 0          | 2                 | 0                 | 0                 | 0                 | 5          | 1          | 0           | 0          | 18       | 2      | 3           | 0          |
| A. Gielchen   | 19         | 0          | 1           | 0          | 1                 | 0                 | 0                 | 0                 | 2          | 0          | 0           | 0          | 22       | 0      | 1           | 0          |
| F. Greiner    | 3          | 0          | 0           | 0          | 0                 | 0                 | 0                 | 0                 | 0          | 0          | 0           | 0          | 3        | 0      | 0           | 0          |
| A. Görtz      | 31         | 1          | 9           | 0          | 2                 | 0                 | 0                 | 0                 | 5          | 0          | 0           | 0          | 38       | 1      | 9           | 0          |
| F. Götz       | 31         | 5          | 5           | 0          | 2                 | 1                 | 0                 | 0                 | 5          | 1          | 0           | 0          | 38       | 7      | 5           | 0          |
| T. Häßler     | 33         | 5          | 4           | 0          | 2                 | 1                 | 0                 | 0                 | 6          | 0          | 0           | 0          | 41       | 6      | 4           | 0          |
| M. Hönerbach  | 28         | 0          | 3           | 0          | 1                 | 0                 | 0                 | 0                 | 6          | 0          | 0           | 0          | 35       | 0      | 3           | 0          |
| B. Illgner    | 33         | 0          | 0           | 0          | 2                 | 0                 | 0                 | 0                 | 6          | 0          | 0           | 0          | 41       | 0      | 0           | 0          |
| O. Janßen     | 21         | 2          | 3           | 0          | 2                 | 1                 | 0                 | 0                 | 5          | 3          | 0           | 0          | 28       | 6      | 3           | 0          |
| J. Jensen     | 4          | 0          | 1           | 0          | 0                 | 0                 | 0                 | 0                 | 4          | 0          | 0           | 0          | 8        | 0      | 1           | 0          |
| R. Kargus     | 0          | 0          | 0           | 0          | 0                 | 0                 | 0                 | 0                 | 0          | 0          | 0           | 0          | 0        | 0      | 0           | 0          |
| A. Keim       | 7          | 0          | 2           | 0          | 2                 | 0                 | 0                 | 0                 | 2          | 1          | 0           | 0          | 11       | 1      | 2           | 0          |
| J. Kohler     | 27         | 0          | 5           | 0          | 2                 | 0                 | 0                 | 0                 | 6          | 0          | 0           | 0          | 35       | 0      | 5           | 0          |
| M. Kraft      | 1          | 0          | 0           | 0          | 0                 | 0                 | 0                 | 0                 | 0          | 0          | 0           | 0          | 1        | 0      | 0           | 0          |
| P. Littbarski | 30         | 5          | 7           | 1          | 2                 | 0                 | 0                 | 0                 | 6          | 1          | 0           | 0          | 38       | 6      | 7           | 1          |
| M. Olsen      | 16         | 1          | 2           | 0          | 1                 | 0                 | 0                 | 0                 | 0          | 0          | 0           | 0          | 17       | 1      | 2           | 0          |
| F. Povlsen    | 34         | 5          | 3           | 0          | 1                 | 0                 | 0                 | 0                 | 6          | 1          | 0           | 0          | 41       | 6      | 3           | 0          |
| D. Prestin    | 0          | 0          | 0           | 0          | 0                 | 0                 | 0                 | 0                 | 0          | 0          | 0           | 0          | 0        | 0      | 0           | 0          |
| U. Rahn       | 20         | 7          | 2           | 0          | 0                 | 0                 | 0                 | 0                 | 0          | 0          | 0           | 0          | 20       | 7      | 2           | 0          |
| G. Schlipper  | 4          | 0          | 0           | 0          | 0                 | 0                 | 0                 | 0                 | 1          | 0          | 0           | 0          | 5        | 0      | 0           | 0          |
| P. Steiner    | 31         | 5          | 3           | 0          | 2                 | 0                 | 1                 | 0                 | 4          | 0          | 0           | 0          | 37       | 5      | 4           | 0          |
| R. Sturm      | 15         | 1          | 1           | 0          | 0                 | 0                 | 0                 | 0                 | 2          | 0          | 0           | 0          | 17       | 1      | 1           | 0          |